# Vanessa Ponce
Vanessa Ponce, właśc. Silvia Vanessa Ponce de León Sánchez (ur. 3 marca 1992 w mieście Meksyk) – meksykańska modelka, Miss World 2018.

## Życiorys
Vanessa Ponce de León urodziła się w stolicy Meksyku. Studiowała prawo i handel międzynarodowy i pracowała jako modelka, wygrywając przy tym Mexico’s Next Top Model w 2014 roku.
5 maja 2018 Ponce de León została Miss Mexico 2018, przyjmując koronę z rąk Andrei Mezy. 
W grudniu 2018 roku wygrała konkurs Miss World 2018, stając się pierwszą Miss World pochodzącą z Meksyku, choć reprezentantki tego kraju już trzykrotnie zajmowały drugie miejsce.